# Beast Epic
Beast Epic è il sesto album in studio del cantautore statunitense Iron & Wine, pubblicato nel 2017.

## Tracce
1. Claim Your Ghost – 2:24
2. Thomas County Law – 3:24
3. Bitter Truth – 3:02
4. Song in Stone – 3:21
5. Summer Clouds – 3:33
6. Call It Dreaming – 3:51
7. About a Bruise – 3:11
8. Last Night – 2:55
9. Right for Sky – 3:59
10. The Truest Stars We Know – 2:52
11. Our Light Miles – 3:11